# Рак печени
Рак печени — рак, который начинается в печени. Рак, распространившийся из другого органа в печень, встречается чаще, чем начинающийся в печени. Симптомы рака печени могут включать уплотнение или боль в правой части под грудной клеткой, отёк живота, желтоватый оттенок кожи, лёгкое появление синяков, потерю веса и слабость.
Основной причиной рака печени является цирроз, вызванный гепатитом B, гепатитом C или алкоголем. В список прочих причин входят афлатоксин, неалкогольная жировая болезнь печени и печёночные сосальщики. Наиболее распространёнными типами являются гепатоцеллюлярная карцинома (ГЦК), которая составляет 80 % случаев, и холангиокарцинома. К менее распространённым типам относятся муцинозная кистозная опухоль и внутрипротоковая папиллярная билиарная опухоль. Диагноз может быть подтверждён анализами крови и медицинской визуализацией, а также биопсией ткани.
К профилактическим мероприятиям относится вакцинация против гепатита В и лечение лиц, инфицированных гепатитом В или С. Лицам с хроническими заболеваниями печени рекомендуется скрининг. Среди вариантов лечения — хирургическое вмешательство, таргетная терапия и радиотерапия. В некоторых случаях может применяться абляционная терапия, эмболизационная терапия или трансплантация печени. Небольшие уплотнения в печени могут подлежать регулярному контролю.
Первичный рак печени является шестым по частоте раком в мире (6%) и второй по значимости причиной смерти от рака (9%). В 2018 году это произошло у 841 000 человек и привело к 782 000 смертей. В 2015 году 263 000 случаев смерти от рака печени были вызваны гепатитом B, 245 000 — алкоголем и 167 000 — гепатитом C. Более высокие показатели рака печени наблюдаются там, где распространены гепатиты B и C, в том числе в Азии и странах Африки к югу от Сахары. Мужчины страдают ГЦК чаще, чем женщины. Чаще всего диагноз ставится людям в возрасте от 55 до 65 лет. Пятилетняя выживаемость составляет 18,4 % в Соединённых Штатах и 40,4 % в Японии.